# Tandzsávúr
Tandzsávúr (tamil nyelven:  தஞ்சாவூர் , angolul: Thanjavur) város India déli részén, Tamilnádu szövetségi államban. Csennaitól kb. 320 km-re délre fekszik. Lakossága 223 ezer fő, az agglomerációé 290 ezer fő volt 2011-ben.
A város és környékét gyakran Tamilnádu rizsestáljának is hívják, miután a termékeny Kávéri-deltában fekszik. A selyemgyártásáról is ismert. A mezőgazdasági környék áruinak feldolgozója (rizs, gram, szezám, banán, kókuszdió, cukornád, kukorica). 
A 9-11. században a Csola-dinasztia fővárosa volt, amely az egyik legjelentősebb középkori uralkodóház volt Dél-Indiában. 
A nevezetességek közé tartozik a Nagy Erőd (Sivaganga-erőd), a királyi palota. Az itt található monumentális gránittemplom Brihadesvara-templom a kulturális világörökség része. A Csola-dinasztia alatt épített templom 1010-ben készült el.

## Fordítás
Ez a szócikk részben vagy egészben  a   Thanjavur című angol Wikipédia-szócikk fordításán alapul.  Az eredeti cikk szerkesztőit annak laptörténete sorolja fel. Ez a jelzés csupán a megfogalmazás eredetét és a szerzői jogokat jelzi, nem szolgál a cikkben szereplő információk forrásmegjelöléseként.